# Dicranoderes annulatus
Dicranoderes annulatus är en skalbaggsart som beskrevs av Dupont 1836. Dicranoderes annulatus ingår i släktet Dicranoderes och familjen långhorningar. Inga underarter finns listade i Catalogue of Life.